# Calamagrostis atjehensis
Calamagrostis atjehensis är en gräsart som beskrevs av Jisaburo Ohwi. Calamagrostis atjehensis ingår i släktet rör, och familjen gräs.
Artens utbredningsområde är Sumatera. Inga underarter finns listade i Catalogue of Life.